# Rock in a Hard Place
Rock in a Hard Place je album rock skupine Aerosmith. Izšel je leta 1982 pri založbi Columbia Records.

## Seznam skladb
1. "Jailbait" - 4:38
2. "Lightning Strikes" - 4:26
3. "Bitch's Brew" - 4:14
4. "Bolivian Ragamuffin" - 3:32
5. "Cry Me a River" - 4:06
6. "Prelude to Joanie" - 1:21
7. "Joanie's Butterfly" - 5:35
8. "Rock in a Hard Place (Cheshire Cat)" - 4:46
9. "Jig Is Up" - 3:10
10. "Push Comes to Shove" - 4:28